# Jana–Ingyigirka-alföld
A Jana–Ingyigirka-alföld (oroszul Яно-Индигирская низменность [Jano-Ingyigirszkaja nyizmennoszty]) kiterjedt mocsaras síkság Oroszország ázsiai felén, Északkelet-Szibériában, Jakutföld északnyugati részén. A keletebbre elhelyezkedő Kolima-alfölddel együtt az Északkelet-szibériai-alföld része.

## Földrajz
A Laptyev- és a Kelet-szibériai-tenger déli partja mentén terül el. Nyugaton a Buor-Haja-öböltől (az Omoloj torkolatától) az Ingyigirka torkolatvidékéig terjed. Délen a Polousznij-hátság választja el a sokkal kisebb Abij-alföldtől. A Jana és a tengerbe ömlő kisebb folyók torkolatvidékét is magába foglalja. Nyugati fele viszonylag keskeny, de keleten szélessége eléri a 300 km-t. Átlagos tengerszint feletti magassága 30–80 m között van. Helyenként 300 m magas szigethegyek, hátak emelkednek ki a síkságból, közülük a legmagasabb 558 m. 
Éghajlata rendkívül zord, hideg. A talaj állandóan fagyott állapotban van (permafroszt). A folyók és tavak a hosszú télen akár nyolc hónapra is befagynak, gyakran fenékig. Természet-földrajzi jellemzői lényegében a Kolima-alföldével azonosak.